# 405 Thia
A 405 Thia (ideiglenes jelöléssel 1895 BZ) a Naprendszer kisbolygóövében található aszteroida. Auguste Charlois fedezte fel 1895. július 23-án.